# Gondwana (Murail)
Pour les articles homonymes, voir Gondwana (homonymie).
Gondwana est une œuvre pour orchestre de Tristan Murail, composée en 1980.

## Histoire
Le titre renvoie à l'ancienne région de l'Inde Gondwâna, repris pour désigner le supercontinent Gondwana, donnant l'idée d'un continent englouti. 

« Ce titre m'a été suggéré par les structures sonores que l'on trouve dans la pièce, cloches et vagues, cloches se métamorphosant en vagues, allusions à l'orage, au souffle des tempêtes, sourds mouvements sismiques - sans qu'il y ait pour autant aucune intention descriptive. »

Le compositeur reprend le spectre sonore inharmonique d'une cloche, dont il confie les harmoniques à divers instruments, chargés de les imiter et des transformer.
Gondwana est créé par l'Orchestre de la philharmonie Karol Szymanowski de Cracovie dirigé par Antoni Wit, lors du festival de Darmstadt, le 21 juillet 1980.
Elle est considérée comme l'une des œuvres-phares de la musique spectrale.